# Uruguay vid världsmästerskapen i friidrott 2009
Uruguay deltog i Världsmästerskapen i friidrott 2009 i Berlin.

## Deltagare från Uruguay

### Damer
| Gren           | Deltagare         | Resultat   | Placering           |
| 400 meter häck | Déborah Rodríguez | 59,21 (NR) | Utslagen i försöken |

### Herrar
| Gren           | Deltagare    | Resultat   | Placering            |
| 400 meter      | Andrés Silva | 46,84      | Utslagen i försöken  |
| 400 meter häck | Andrés Silva | 49,34 (NR) | Utslagen i semifinal |